# Máčkovití
Máčkovití (Scyliorhinidae) je čeleď žraloků z řádu žralouni (Carcharhiniformes). Původně se jednalo o největší žraločí čeleď, avšak po revizi čeledi z roku 2005 byla většina druhů přeřazena do čeledi Pentanchidae.

## Systematika
Čeleď Scyliorhinidae vytyčil americký ichtyolog Theodore Gill v roce 1862. Mezi máčkovité se původně řadilo až kolem 160 druhů žraloků, avšak morfologické i genetické analýzy začaly ukazovat, že máčkovití ve svém původním chápání nepředstavují monofyletický taxon a proto byla ustanovena čeleď Pentanchidae, kam byla většina druhů přeřazena. K máčkovitým se tak nově řadí jen následující rody a mj. tyto druhy:
- Akheilos White, Fahmi & Weigmann, 2019
- Atelomycterus Garman, 1913
  - Atelomycterus fasciatus – máčka pruhovaná
  - Atelomycterus macleayi – máčka MacLeyova
  - Atelomycterus marmoratus – máčka korálová
- Aulohalaelurus Fowler, 1934
  - Aulohalaelurus kanakorum – máčka novokaledonská
  - Aulohalaelurus labiosus – máčka černoskvrnná
- Bythaelurus Compagno, 1988
- Cephaloscyllium Gill, 1862
  - Cephaloscyllium fasciatum – máčka bantaganská
  - Cephaloscyllium isabellum – máčka novozélandská
    - = také máčka velkoskvrnná

  - Cephaloscyllium laticeps – máčka australská
  - Cephaloscyllium silasi – máčka indická
  - Cephaloscyllium sufflans – máčka nadouvač
    - = také žralok nadouvač

  - Cephaloscyllium umbratile
  - Cephaloscyllium ventriosum – máčka kalifornská
- Figaro Whitley, 1928
  - Figaro piceus – máčka tmavá
- Haploblepharus Garman, 1913
  - Haploblepharus edwardsii – máčka Edwardova
  - Haploblepharus fuscus – máčka temná
  - Haploblepharus pictus – máčka namibijská
- Poroderma Smith, 1838
  - Poroderma africanum – máčka africká
  - Poroderma marleyi – máčka Marleyova
  - Poroderma pantherinum – máčka leopardí
- Schroederichthys Springer, 1966
  - Schroederichthys bivius – máčka úzkotlamá
  - Schroederichthys chilensis – máčka chilská
  - Schroederichthys maculatus – máčka karibská
  - Schroederichthys tenuis – máčka štíhlotělá
- Scyliorhinus Blainville, 1816
  - Scyliorhinus besnardi
  - Scyliorhinus boa – máčka boa
  - Scyliorhinus canicula – máčka skvrnitá
  - Scyliorhinus capensis – máčka kapská
  - Scyliorhinus cervigoni – máčka západoafrická
  - Scyliorhinus comoroensis – máčka komorská
  - Scyliorhinus garmani – máčka Garmanova
  - Scyliorhinus haeckeli – máčka Haeckelova
  - Scyliorhinus hesperius – máčka středoamerická
  - Scyliorhinus meadi – máčka floridská
  - Scyliorhinus retifer – máčka mramorová
  - Scyliorhinus stellaris – máčka velkoskvrnná
    - = také máčka hvězdnatá
    - = máčka velká
    - = žralok skvrnitý

  - Scyliorhinus tokubee
  - Scyliorhinus torazame – máčka torazarne
  - Scyliorhinus torrei – máčka kubánská

Je pravděpodobné, že počet rodů i druhů této čeledi bude nadále narůstat, jelikož nové druhy i rody jsou neustále popisovány.

## Charakteristika
Jedná se o menší žraloky s útlým tělem typicky do délky 80 cm, pouze několik druhů dosahuje k asi 160 cm. Na hřbetě jsou posazeny dvě malé hřbetní ploutve bez trnů. Mají jen jednu řitní ploutev. Jsou vejcoživorodí; tvar vaječných schránek je pro jednotlivé druhy unikátní, takže je možné k identifikaci druhu použít pouze nalezenou vaječnou schránku. Máčkovití jsou rozšířeni ve všech oceánech od tropů po Arktidu. Areál rozšíření jednotlivých druhů však většinou bývá geograficky omezen.